# Aguas de Navarro
Aguas de Navarro, conocido también como Montecillo, es un caserío peruano ubicado en el distrito de Lancones, perteneciente a la provincia de Sullana del departamento de Piura, al norte del Perú. 

## Ubicación
Aguas de Navarro se ubica al noreste de la provincia de Sullana, en el distrito de Lancones, en el departamento de Piura.

## Demografía
En 2017 Aguas de Navarro tenía una población de 110 habitantes.
| Gráfica de evolución demográfica de Aguas de Navarro entre 1993 y 2017 |
|                                                                        |
| Fuentes: Población 1993 y 2017                                         |